# Драчки
Драчки — опустевшая деревня в Нагорском районе Кировской области в составе Чеглаковского сельского поселения.

## География
Находится на расстоянии примерно 10 километров по прямой на юг от районного центра поселка Нагорск.

## История
Известна была с 1873 года, когда в ней было отмечено 7 дворов и 55 жителей. В 1905 году дворов 6 и жителей 44, в 1926 8 и 49, в 1950 12 и 44. в 1989 году учтено было 28 жителей.

## Население
Постоянное население  составляло 3 человека (русские 100%) в 2002 году, 0 в 2010.